# Wycinek kuli

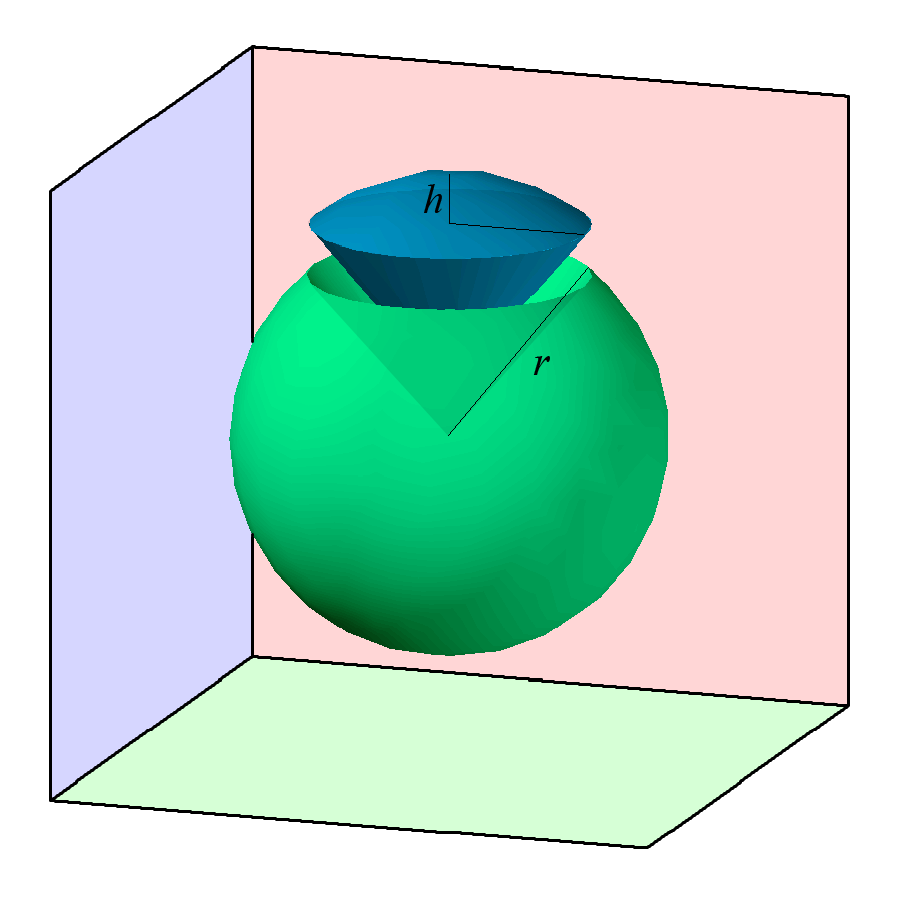
Wycinki kuli (wypukły granatowy, wklęsły zielony)

Wycinek kuli – bryła geometryczna będąca sumą odcinka kuli oraz stożka, którego podstawa (koło wyznaczone przez płaszczyznę odcinającą część kuli) jest tożsama z podstawą odcinka kuli a wierzchołek znajduje się w środku kuli.
Różnica kuli i jej wycinka (wypukłego) to wklęsły wycinek kuli.

## Wzory
Niech:
{\displaystyle a} – promień podstawy stożka;
{\displaystyle R} – promień kuli;
{\displaystyle h} – różnica promienia kuli i odległości płaszczyzny od środka.
Wówczas:
- objętość wycinka kuli[1]:

{\displaystyle V={\frac {2}{3}}\pi R^{2}h,}
- pole powierzchni wycinka kuli:

{\displaystyle S=\pi R(2h+a).}